# 伴奏
伴奏（ばんそう）とは、
1. 西洋音楽で使われる音楽用語で、主たる旋律を演奏する単数または複数の歌手や演奏者に対し、副次的な演奏をすること。
2. 演劇や映画・ドラマなどで流れる音楽のこと（劇伴）。

以下では、1.の用法について解説する。

## 概要
伴奏の主たる役割は、和音を演奏して和声的に音楽を充足することである。よって伴奏は、ピアノやオルガン、チェンバロのような鍵盤楽器のほか、ギターやリュートのような弦楽器、また最近では電子楽器といった、和音を演奏しやすい楽器で行うか、オーケストラなどの合奏で行うのが普通である。
伴奏は時に、主奏と同等またはそれ以上の役割を演ずることがある。旋律の掛け合いはもちろん、伴奏楽器が旋律を演奏し、主奏が副次的な動きをすることもある。曲全体にわたって役割が逆転しているようなものもある。ベートーヴェンの『ヴァイオリンソナタ』やシューマンの歌曲は、ピアノ伴奏の役割が非常に高い作品として知られている。
演奏形態の呼び名に関して、声楽曲の場合や主旋律が単独の楽器である場合は、伴奏は演奏者の数に入らないことがある。すなわち、独唱や重唱、斉唱、合唱と呼ばれるものには、伴奏を伴うものも伴わないものもある。独奏も同じであるが、単独の楽器による伴奏を伴う独奏を二重奏とする場合もある。また、協奏曲はオーケストラを伴奏とする独奏ないし重奏と捉えられることがある。
歌謡曲において伴奏だけを収録し、これを流して客が歌うためにこれを提供する、というのがカラオケである。